# クリスティーネ・ヴィルヘルミーネ・フォン・ヘッセン＝ホンブルク
クリスティーネ・ヴィルヘルミーネ・フォン・ヘッセン＝ホンブルク（ドイツ語：Christine Wilhelmine von Hessen-Homburg, 1653年6月30日 - 1722年5月16日）は、メクレンブルク＝グラーボウ公フリードリヒの妃。

## 生涯
クリスティーネ・ヴィルヘルミーネはヘッセン＝ホンブルク方伯ヴィルヘルム・クリストフの長女である。父ヴィルヘルム・クリストフはホンブルクよりもビンゲンハイム城を好んだため、ヘッセン＝ビンゲンハイム方伯とも呼ばれた。また、母はゾフィー・エレオノーレ・フォン・ヘッセン＝ダルムシュタットであった。クリスティーネ・ヴィルヘルミーネには7人の兄弟がいたが、いずれも両親に先立って死去した。また、妹のマグダレーネ・ゾフィー（1660年 - 1720年）は、1679年にゾルムス＝グライフェンシュタイン伯ヴィルヘルム・モーリッツ（1651年 - 1724年）と結婚した。
1671年5月28日、クリスティーネ・ヴィルヘルミーネは、メクレンブルク公アドルフ・フリードリヒ1世（1588年 - 1658年）とブラウンシュヴァイク＝ダンネンベルク公マリー・カタリーナ（1616年 - 1665年）の息子であるメクレンブルク＝グラーボウ公フリードリヒ（1638年 - 1688年）と結婚した。1667年、フリードリヒはストラスブール大聖堂の司祭として聖職給を受け、聖界に入ることを望んだが、フリードリヒはグラーボウに移り、1669年にはそこに居を構えた。フリードリヒの異母兄クリスティアン・ルートヴィヒ1世が1692年に嗣子なく死去したため、フリードリヒの3人の息子がメクレンブルク公位を継承した。
1725年にグラーボウ城が火災に見舞われた後、夫妻の棺はシュヴェリーンの聖ニコライ教会の地下室に安置された。

## 子女
- フリードリヒ・ヴィルヘルム1世（1675年 - 1713年） - メクレンブルク＝シュヴェリーン公
- カール・レオポルト（1678年 - 1747年） - メクレンブルク＝シュヴェリーン公
- クリスティアン・ルートヴィヒ2世（1683年 - 1756年） - メクレンブルク＝シュヴェリーン公
- ゾフィー・ルイーゼ（1685年 - 1735年） - プロイセン王フリードリヒ1世と結婚